# Musée du cirque et de l'illusion
Le musée du cirque et de l'illusion est un musée français consacré au cirque et à la prestidigitation situé à Dampierre-en-Burly, le département du Loiret et la région Centre-Val de Loire.

## Présentation
Le musée ouvre ses portes le 28 mai 2004. Il est situé le long de la route départementale 952, à l'ouest du centre-ville de Dampierre-en-Burly.
Le musée dispose d'un espace d'exposition de 700 m2.

## Œuvres et artistes présentés
- Joseph Faverot, Cirque Medrano, huile sur toile, 1905.

## Fréquentation
Le musée a accueilli 15 191 visiteurs en 2011 ce qui en fait le 5e musée et le 13e site le plus visité du département.trophée du tourisme du Loiret en 2006, Prix spécial du jury 2014.[réf. nécessaire]
Données relatives aux fréquentations dans les musées
|                                  | 2007   | 2008    | 2009    | 2010    | 2011    |
| -------------------------------- | ------ | ------- | ------- | ------- | ------- |
| Musée du cirque et de l'illusion | 20 040 | 17 867  | 16 078  | 15 260  | 15 191  |
| Loiret                           | ?      | 303 000 | 304 315 | 296 200 | 260 450 |